# Глухий м'якопіднебінний африкат
Глухий м'якопіднебінний африкат — приголосний звук, що існує в деяких людських мовах. У Міжнародному фонетичному алфавіті представляється наступними символами: ⟨k͡x⟩ and ⟨k͜x⟩, еквівалентний символ X-SAMPA: k_x. Допустимий запис без риски, тобто як ⟨kx⟩ у МФА або kx у X-SAMPA.
У деяких мовах є глухий передм'якопіднебінний африкат, місце артикуляції якого ближче до рота, ніж у типового м'якопіднебінного, однак не настільки, як у глухого твердопіднебінного африката.
Аналогічно, у деяких мовах є глухий зам'якопіднебінний африкат, що артикулюється трохи далі, ніж типовий м'якопіднебінний, однак не так далеко, як глухий язичковий африкат.

## Особливості
- Спосіб творення — несибілянтний африкат.
- Місце творення — м'якопіднебінне, тобто він артикулюється задньою спинкою язика на м'якому піднебінні.
- Тип фонації — глуха, тобто цей звук вимовляється без вібрації голосових зв'язок.
- Це ротовий приголосний, тобто повітря виходить крізь рот.

- Це центральний приголосний, тобто повітря проходить над центральною частиною язика, а не по боках.

- Механізм передачі повітря — егресивний легеневий, тобто під час артикуляції повітря виштовхується крізь голосовий тракт з легенів, а не з гортані, чи з рота.

## Поширення
| Мова          | Мова                                                                | Слово        | МФА        | Значення          | Примітки                                                                                  |
| ------------- | ------------------------------------------------------------------- | ------------ | ---------- | ----------------- | ----------------------------------------------------------------------------------------- |
| Нідерландська | Діалект Орсмааль-Ґуссенховен                                        | blik         | [ˈblɪk͡x]   | 'тарілка'         | Можливий алофон /k/ перед зупинкою.                                                       |
| Грецька       | Запозичення з давньогрецької                                        | σάκχαρο      | [ˈsak͡xaro] | 'цукор (у крові)' |                                                                                           |
| Англійська    | Загальний Кокні                                                     | cab          | [ˈk͡xɛˑb̥]   | 'таксі'           | Можливий алофон /k/ на початку слова, між голосними та наприкінці слова.                  |
| Англійська    | Новозеландський діалект                                             | cab          | [ˈk͡xɛˑb̥]   | 'таксі'           | Алофон /k/ на початку слова.                                                              |
| Англійська    | Діалект північного Вельсу                                           | cab          | [ˈk͡xaˑb̥]   | 'таксі'           | Алофон /k/ на початку та наприкінці слова; варіюється з дуже придиховим [kʰ].             |
| Англійська    | Літературна вимова                                                  | cab          | [ˈk͡xaˑb̥]   | 'таксі'           | Інколи алофон /k/.                                                                        |
| Англійська    | Скауз                                                               | cab          | [ˈk͡xaˑb̥]   | 'таксі'           | Можливий алофон /k/ на початку складу та наприкінці слова.                                |
| Німецька      | Австрійська                                                         | Kübel        | [ˈk͡xyːbœl] | 'відро'           | Можлива вимова /k/ перед передніми голосними.                                             |
| Німецька      | Баварські діалекти Тіроля                                           | Kchind       | [ˈk͡xind̥]   | 'дитина'          |                                                                                           |
| Німецька      | Швейцарські діалекти, алеманський діалект півдня Бадена-Вюртемберга | Sack         | [z̥ɑk͡x]     | 'сумка'           | Може бути язичковим [q͡χ] у деяких діалектах.                                              |
| Корейська     | Корейська                                                           | 크다 (keuda) | [k͡xɯ̽da]    | 'великий'         | Алофон /kʰ/ перед /ɯ/.                                                                    |
| Лакота        | Лакота                                                              | lakhóta      | [laˈk͡xota] | 'Лакота'          | Алофон /kʰ/ перед /a/, /ã/, /o/, /ĩ/, та /ũ/.                                             |
| Навахо        | Навахо                                                              | kǫʼ          | [k͡xõʔ˩]    | 'вогонь'          | Алофон /kʰ/ перед задніми голосними /o, a/.                                               |
| Словенська    | Словенська                                                          | sikh         | [ˈs̪îːk͡x]   | 'сикх'            | Трапляється рідко, лише в запозиченнях.                                                   |
| Коса          | Коса                                                                | —            | —          | —                 | Записується сполукою літер <krh>. Фонемічно розрізняється з /kʼ, kʰ, ɡ̊ʱ, kxʼ, kxʰ, x, ɣ̈/. |
| Кхонг         | Кхонг                                                               | [ǁ͡kxʼâã]     | [ǁ͡kxʼâã]   | 'трава'           | Використовується у легенево-контурних кліках[уточнити переклад].                          |